# アイソレイト
『アイソレイト』(Isolate)は、 ノルウェーのプログレッシブ・メタルバンド、サーカス・マキシマスの2枚目のスタジオアルバム。

## 概要
2007年10月24日に日本で、2007年8月にヨーロッパで、2007年9月4日にアメリカでリリースされた。 
前作発売後に脱退したキーボードのエスペン・ストロに代わって、今作より、キーボードにラッセ・フィンブロテンが加入した。
サーカス・マキシマスの出世作であり、2007年8月には、地元ノルウェーのチャートに70位でランクインした。 
日本では販売元のサウンドホリックの廃業により一度廃盤になったが、2019年の来日に合わせて、1st・3rdとともにルビコン・ミュージックから再販された。再販された日本盤には、『ザ・ファースト・チャプター』の再販前の日本盤ボーナストラックに収録されていた『Marion』も収録されている。 

## 収録曲
全作詞・作曲: Circus Maximus(Michael Eriksen, Mats Haugen, Truls Haugen, Glen Møllen and Lasse Finbråten) 
| #         | タイトル                                                            | 作詞  | 作曲・編曲 | 時間  |
| --------- | ------------------------------------------------------------------- | ----- | ---------- | ----- |
| 1.        | 「ア・ダーケンド・マインド "A Darkened Mind"」                      |       |            | 5:33  |
| 2.        | 「アビス "Abyss"」                                                  |       |            | 5:00  |
| 3.        | 「ウィザー "Wither"」                                               |       |            | 4:46  |
| 4.        | 「セイン・ノー・モア "Sane No More"」(インストゥルメンタル)         |       |            | 3:55  |
| 5.        | 「アライヴァル・オブ・ラヴ "Arrival of Love"」                      |       |            | 4:10  |
| 6.        | 「ゼロ "Zero"」                                                     |       |            | 4:50  |
| 7.        | 「マウス・オブ・マッドネス "Mouth of Madness" - VI. The Awakening」 |       |            | 12:42 |
| 8.        | 「フロム・チャイルドフッズ・アワー "From Childhood's Hour..."」     |       |            | 4:28  |
| 9.        | 「アルティメット・サクリファイス "Ultimate Sacrifice"」             |       |            | 9:17  |
| 10.       | 「サイレンス "Silence"」(日本盤ボーナストラック)                    |       |            | 6:14  |
| 合計時間: | 合計時間:                                                           | 54:41 |            |       |

## 参加メンバー
- マイケル・エリクセン (Michael Eriksen) − ボーカル
- マッツ・ハウゲン (Mats Haugen) − ギター
- グレン・モレン (Glen Cato Møllen) − ベース
- トゥルルス・ハウゲン (Truls Haugen) − ドラム
- ラッセ・フィンブロテン (Lasse Finbråten) − キーボード